# Margaret Loomis
Margaret Loomis (San Francisco, 27 maggio 1893 – Los Angeles, 5 luglio 1969) è stata un'attrice statunitense che lavorò nel cinema all'epoca del muto. La sua carriera durò una decina d'anni, dal 1916 a metà degli anni venti, ricoprendo sia ruoli da protagonista che da comprimaria.

## Filmografia
- She Left Without Her Trunks, regia di Tefft Johnson - cortometraggio (1916)
- La bottiglia incantata (The Bottle Imp), regia di Marshall Neilan (1917)
- Hashimura Togo, regia di William C. de Mille (1917)
- The Call of the East, regia di George H. Melford (1917)
- The Hidden Pearls, regia di George H. Melford (1918)
- L'avventura del velo grigio (The Veiled Adventure), regia di Walter Edwards (1919)
- Told in the Hills, regia di George Melford (1919)
- Why Smith Left Home, regia di Donald Crisp (1919)
- When a Man Loves, regia di Chester Bennett (1919)
- Everywoman, regia di George Melford (1919)
- La resurrezione del dott. Antony (The Sins of St. Anthony), regia di James Cruze (1920)
- Tre dollari d'oro (3 Gold Coins), regia di Clifford Smith (1920)
- What Happened to Jones, regia di James Cruze (1920)
- Conrad in Quest of His Youth, regia di William C. de Mille (1920)
- Always Audacious, regia di James Cruze (1920)
- Il frutto proibito (Forbidden Fruit), regia di Cecil B. DeMille (1921)
- Bacio a cronometro (A Kiss in Time), regia di Thomas N. Heffron (1921)
- Gente onesta (Turn to the Right), regia di Rex Ingram (1922)
- The Milky Way, regia di W. S. Van Dyke (1922)
- The Hands of Nara, regia di Harry Garson (1922)
- The Strangers' Banquet, regia di Marshall Neilan (1922)
- Wasted Lives, regia di Clarence Geldart (1923)
- Bell Boy 13, regia di William A. Seiter (1923)
- Money, Money, Money, regia di Tom Forman (1923)
- Il minareto in fiamme (Law of the Lawless), regia di Victor Fleming (1923)
- My Neighbor's Wife, regia di Clarence Geldart (1925)